# Corning (Californië)
Corning is een plaats (city) in de Amerikaanse staat Californië, en valt bestuurlijk gezien onder Tehama County.

## Demografie
Bij de volkstelling in 2000 werd het aantal inwoners vastgesteld op 6741.
In 2006 is het aantal inwoners door het United States Census Bureau geschat op 7279, een stijging van 538 (8,0%).

## Geografie
Volgens het United States Census Bureau beslaat de plaats een oppervlakte van
7,5 km², geheel bestaande uit land. Corning ligt op ongeveer 83 m boven zeeniveau.

## Plaatsen in de nabije omgeving
De onderstaande figuur toont nabijgelegen plaatsen in een straal van 32 km rond Corning.